# Scăricica, Neamț
Scăricica este un sat în comuna Alexandru cel Bun din județul Neamț, Moldova, România.